# Constance Markievicz
Constance Georgine Markievicz, grofica Markievicz (4. veljače 1868. – 15. srpnja 1927.)  irska političarka članica Sinn Feina i Fianna Faila, revolucionarna nacionalistkinja, sufražetkinja i socijalistkinja.
Constance je rođena 1868. godine kao Constance Georgine Gore-Booth u londonskoj ulici Buckingham Gate. Otac joj je bio artički istraživač Sir Henry Gore-Booth. Imala je jednu mlađu sestru Evu Gore-Booth pjesnikinju, dramatičarku i aktivisticu. U Parizu je upisala prestižnu Académie Julian gdje je upoznala svog budućeg muža, grofa Kazimierza Dunina-Markiewicza umjetnika iz bogate poljske obitelji koja je u vlasništvu imala zemljište u današnjoj Ukrajini. Par se vjenčao 1900. godine a 1901. dobio je svoje prvo i jednino dijete djevojčicu Maeve. Osim Maeve Constance se skrbila i za Nicolasa sina grofa Kazimierza Markiewicza iz prvog braka kojeg je prihvatila kao vlastita sina.
Godine 1908., Markievicz se aktivno uključila u nacionalističku politiku u Irskoj. Priključila se Sinn Feinu i Inghinidhe na hÉireannu revolucionarnom ženskom pokretu koji je osnovala glumica i aktivistica Maud Gonne.  S kojom je nastupila u nekoliko predstava u novoosnovanom kazalištu Abbey, instituciji koja je igrala važnu ulogu u usponu kulturnog nacionalizma.
Godine 1909. tokom posjete George V. Irskoj prosvjedovala je protiv posjeta te je osuđena na jedan mjesec zatvora. U sljedećim godinama sudjelovala je u mnogim prosvjedima i aktivnostima zbog čega je bila ponovo u zatvoru.
U prosincu 1918. izabrana je kao prva žena britanskog Donjeg doma, iako nije uzela svoje mjesto te je s drugim članovima Sinn Feina formirala prvi saziv Dáil Éireanna donjeg doma irskog parlamenta. Također je bila jedna od prvih žena u svijetu koja je bila ministrica, Constance je bila ministrica rada od 1919. do 1922.
Nakon što ja napustila vladu u siječnja 1922., zajedno s Eamonom de Valerom i drugima zbog nezadovoljstva potpisivanjem Anglo-irskog sporazuma. Na izborima 1922. nije izabrana u parlament, ali je u lipnja 1927.  kao kandidata nove Fianna Fail stranke. Umrla je samo pet tjedana kasnije, prije nego što je ona mogla sjesti na svoje mjesto u parlamentu.
Umrla je u dobi od 59 godina, na pokop su došli muž, kćer i posinak. Pokopana je na groblju Glasnevin u Dublin. Éamon de Valera vođa Fianna Fail držao je pogrebni govor.

## Vanjske poveznice
- Detaljan opis Constance Markievicz
- Članci o Constance Markievicz
- Njezin govor o Anglo-irskom dogovoru